# Al-Ibizmu
Al-Ibizmu (arab. الابزمو) – miejscowość w Syrii, w muhafazie Aleppo. W 2004 roku liczyła 4545 mieszkańców.